# Gerbil·linis
Els gerbil·linis (Gerbillini) són una tribu de rosegadors de la subfamília dels jerbus petits. La seva distribució s'estén des del nord i est d'Àfrica fins a Mongòlia, Manxúria i l'Índia. El grup conté aproximadament tres quartes parts de les espècies de jerbus petits i té una gran diversitat. Des del punt de vista dels caràcters cranials i dentals, inclou tant els representants més generalistes de la subfamília com els més especialitzats.